# نيوت جينجريتش
نيوت جينجريتش (بالإنجليزية: Newt Gingrich)‏؛ (17 يونيو 1943 -) هو سياسي ومؤلف ومعلم تاريخ أميركي شغل منصب رئيس مجلس النواب 58 لمجلس النواب الأميركي 1995-1999. رؤيته للعالم قريبة جدا من نظرة رئيس الوزراء الإسرائيلي، بنيامين نتنياهو.

## الانتخابات التمهيدية للحزب الجمهوري للانتخابات الرئاسية 2012
ترشح نيوت جينجريتش للانتخابات التمهيدية للحزب الجمهوري للانتخابات الرئاسية 2012. ويدعمه المحافظون في الحزب الجمهوري وكذلك حركة حزب الشاي التي تدعمه بالمال والأصوات. ويعارضه قادة في الحزب الجمهوري منهم جون ماكين وبوب دول وإليوت أبرامز وذلك لاعتقادهم بعدم إمكانية فوزه على باراك أوباما. خسر الانتخابات التمهيدية في أيوا وفي نيوهامبشر وفاز في الانتخابات التمهيدية في ساوث كارولينا.

## شتم الفلسطينيون
قال بأن الفلسطينيين مجموعة إرهابيين وشعب تم اختراعه. وانتقد جينجريتش بسخرية في المقابلة التي أجرتها معه محطة جيويش تشانل اليهودية، جهود إدارة الرئيس باراك أوباما لإحلال السلام في الشرق الأوسط.

## الحياة الشخصية

### الزواج والأطفال
تزوج جينجريتش ثلاث مرات. في 1962، تزوج جاكي باتلي مدرّسته الثانوية السابقة في الهندسة عندما بلغ 19 سنة وكانت تبلغ 26. وأنجبا ابنتين وهما كايتي جنجريتش لوبرز والتي تشغل منصب رئيسة جنجريتش كميونيكيشنز وجاكي جنجريتش كاشمن وهي كاتبة وكاتبة أعمدة محافظة ومحللة سياسية وأحد كتبها هو «خمس قواعد لحياة ناجحة» والتي ألّفته مع نيوت جينجريتش.
في ربيع 1980، هجر جينجريتش زوجته عندما أنشأ علاقة مع ماريان غينثر والتي كانت تصغره بتسع سنوات. في 1984، أخبرت جاكي جينجريتش الواشنطن بوست ان الطلاق كان «مفاجأة تامة» بالنسبة لها. وحسب جاكي، في سبتمبر 1980 زارها جينجريتش وأولادهما عندما كانت في المستشفى تتعافي من الجراحة، وأراد جينجريتش مناقشة بنود طلاقهما. ونفى جينجريتش حدوث ذلك.

## الجوائز والتقدير
- رجل العام، مجلة تايم، 1995

## وصلات خارجية
- نيوت جينجريتش على موقع IMDb (الإنجليزية)
- نيوت جينجريتش على موقع الموسوعة البريطانية (الإنجليزية)
- نيوت جينجريتش على موقع مونزينجر (الألمانية)
- نيوت جينجريتش على موقع إن إن دي بي (الإنجليزية)
- نيوت جينجريتش على موقع قاعدة بيانات الفيلم (الإنجليزية)
- الموقع الرسمي للحملة الانتخابية